# Torre Conygar
La torre Conygar (in inglese Conygar Tower) si trova a Dunster, villaggio e parrocchia civile del Somerset, distretto del West Somerset, Sud Ovest dell'Inghilterra. Si tratta in parte di un edificio stravagante e la sua costruzione risale al XVIII secolo.

## Storia

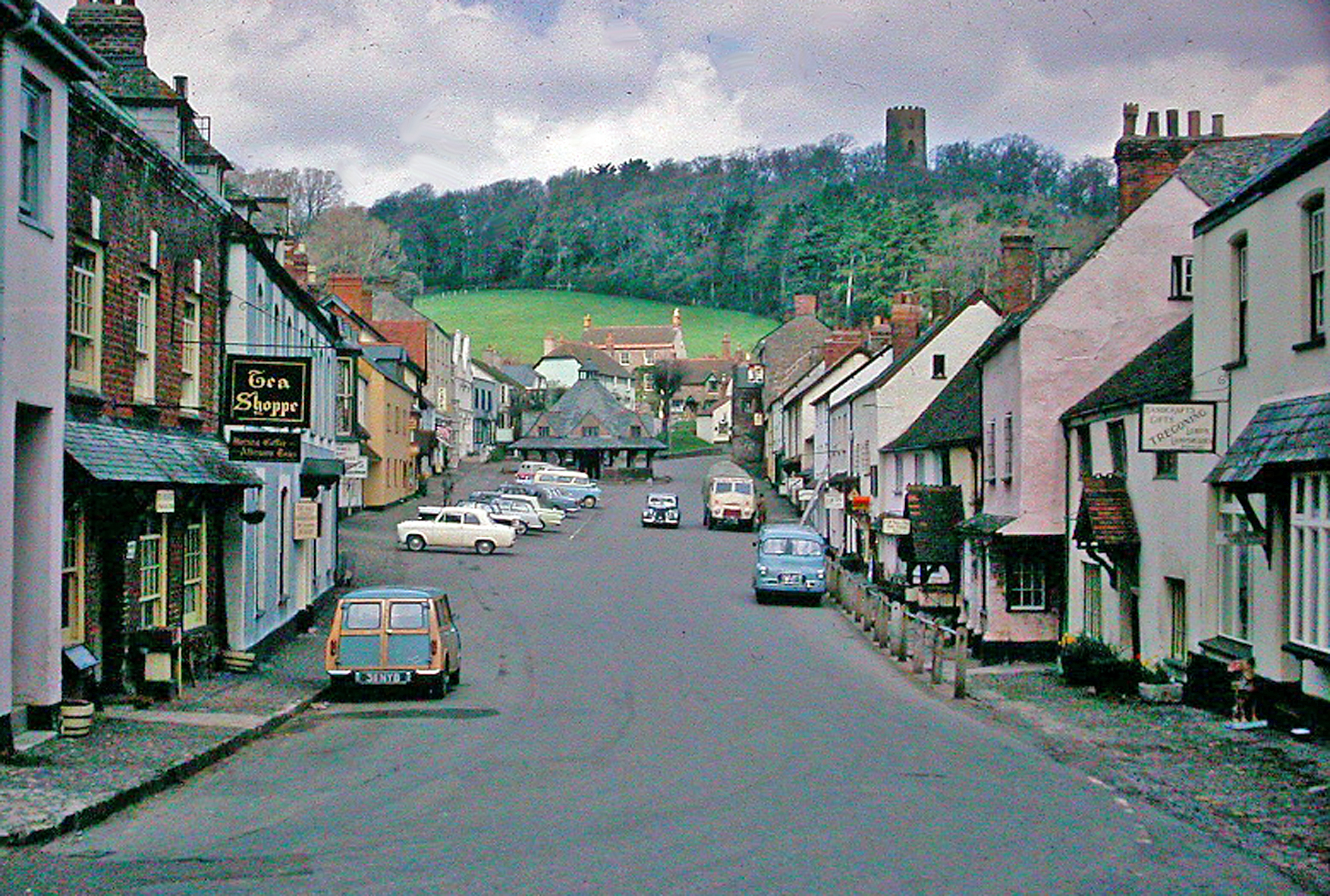
High Street a Dunster con vista sulla torre

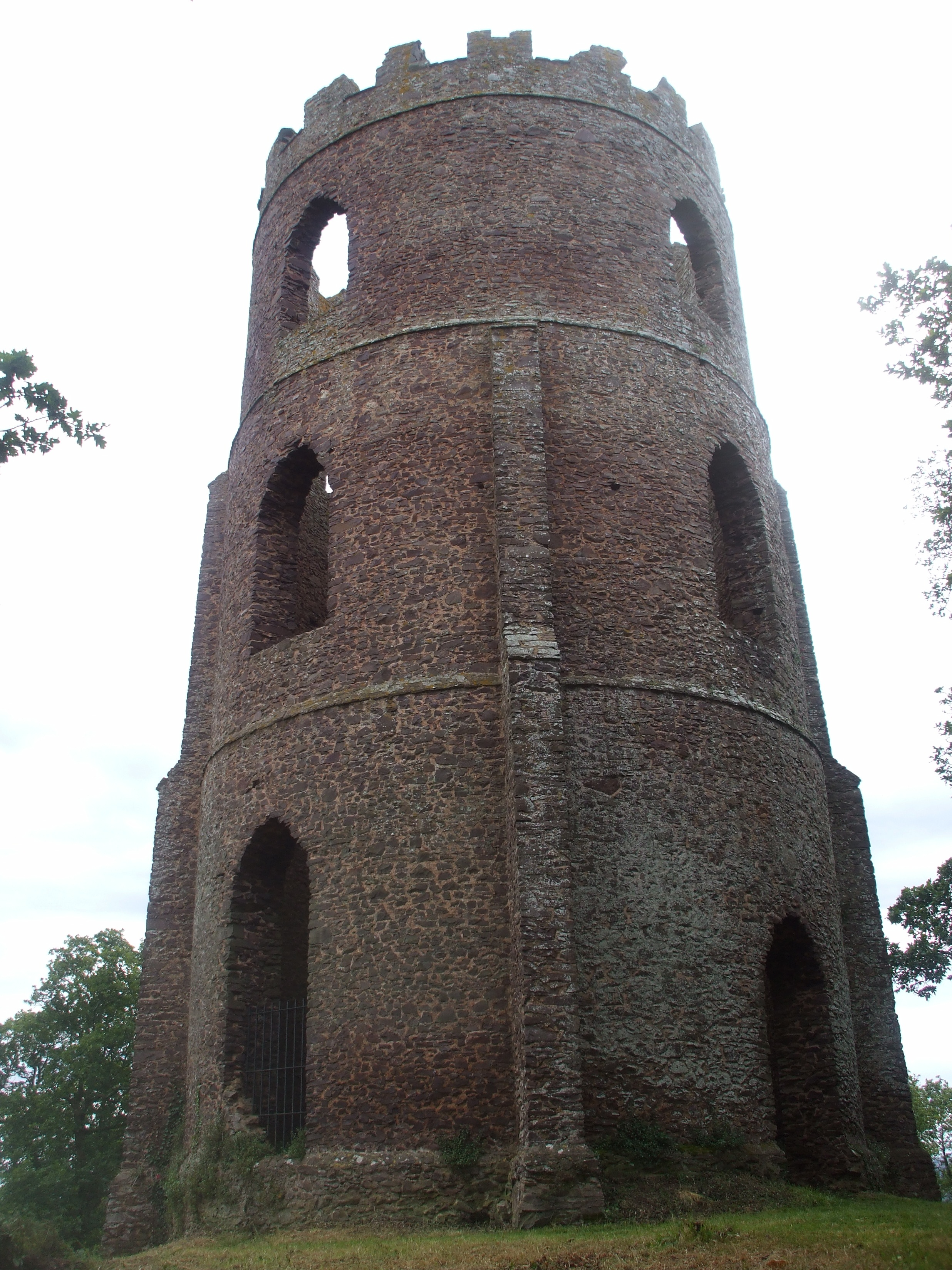
Esterno della torre Conygar vista dal basso

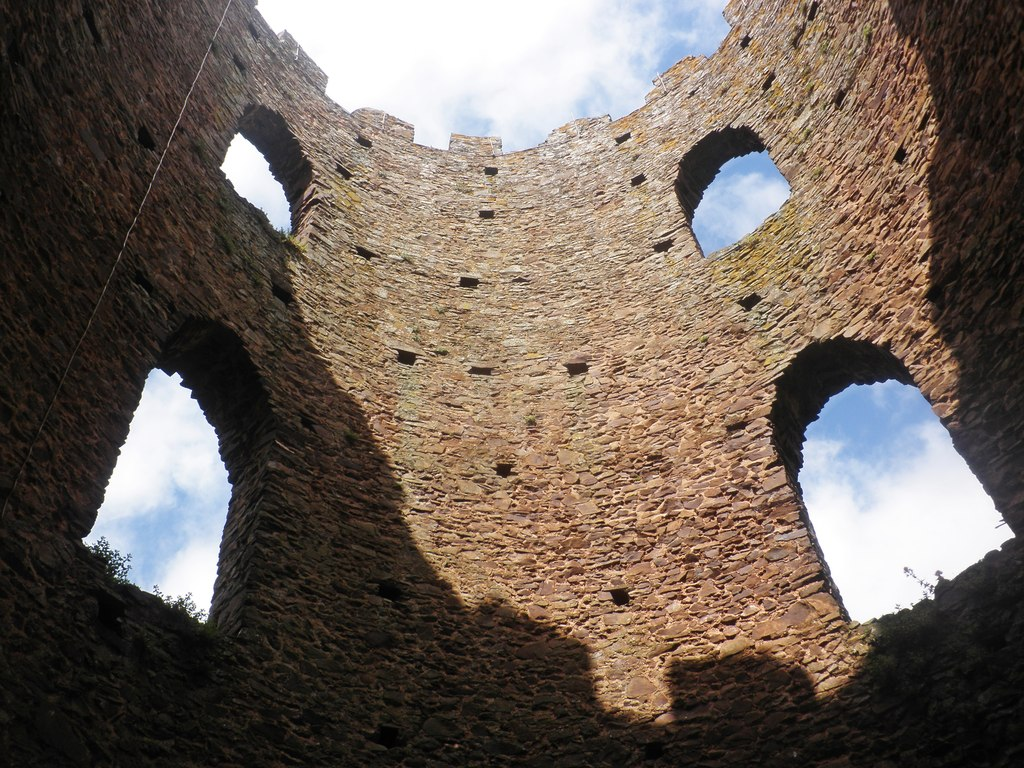
Interno cavo della torre

Attorno alla metà del XVIII secolo in Inghilterra si iniziarono a costruire finte rovine ed edifici fantasiosi come torri, mura e castelli che, anche se di nuova costruzione, sembravano antichi. La torre Conygar è uno di questi capricci architettonici costruita nel villaggio di Dunster sulla collina omonima intorno al 1775 per volere di Henry Luttrell, secondo conte di Carhampton, che incaricò l'architetto Richard Phleps di progettarla. Fu edificata a 18 metri di altezza in modo da essere visibile dal castello di Dunster sull'altro lato della collina. Non ci sono prove che abbia mai avuto una copertora o un tetto. Il nome fa supporre che un tempo esistesse sul sito un allevamento di conigli. Nel 1997 un rapporto sulle condizioni della torre menzionò la presenza di crepe nei muri sanate pochi anni dopo.

## Descrizione
La torre Conygar si trova a Dunster, villaggio e parrocchia civile del Somerset, Sud Ovest dell'Inghilterra. Si tratta di una follia architettonica costituita da una torre a tre piani in arenaria rossa situata su una collina sopra il paese. Raggiunge i 18 metri di altezza ed è visibile dal castello di Dunster sull'altro lato della collina. Il suo interno è vuoto e non ha copertura. La torre è circolare e ha un diametro di 7,9 metri con muri di pietra locale malta spessi circa 0,8 metri. La sommità delle mura è merlata. La torre ha tre serie di finestre ad arco, che diminuiscono di dimensioni man mano che si sale la torre. Alla torre si accedeva da un corpo di guardia in rovina.

### Bene tutelato come edificio storico
L'English Heritage ha classificato la torre Conygar come edificio storico di secondo grado col numero 1057596.